# Cerveja de Natal

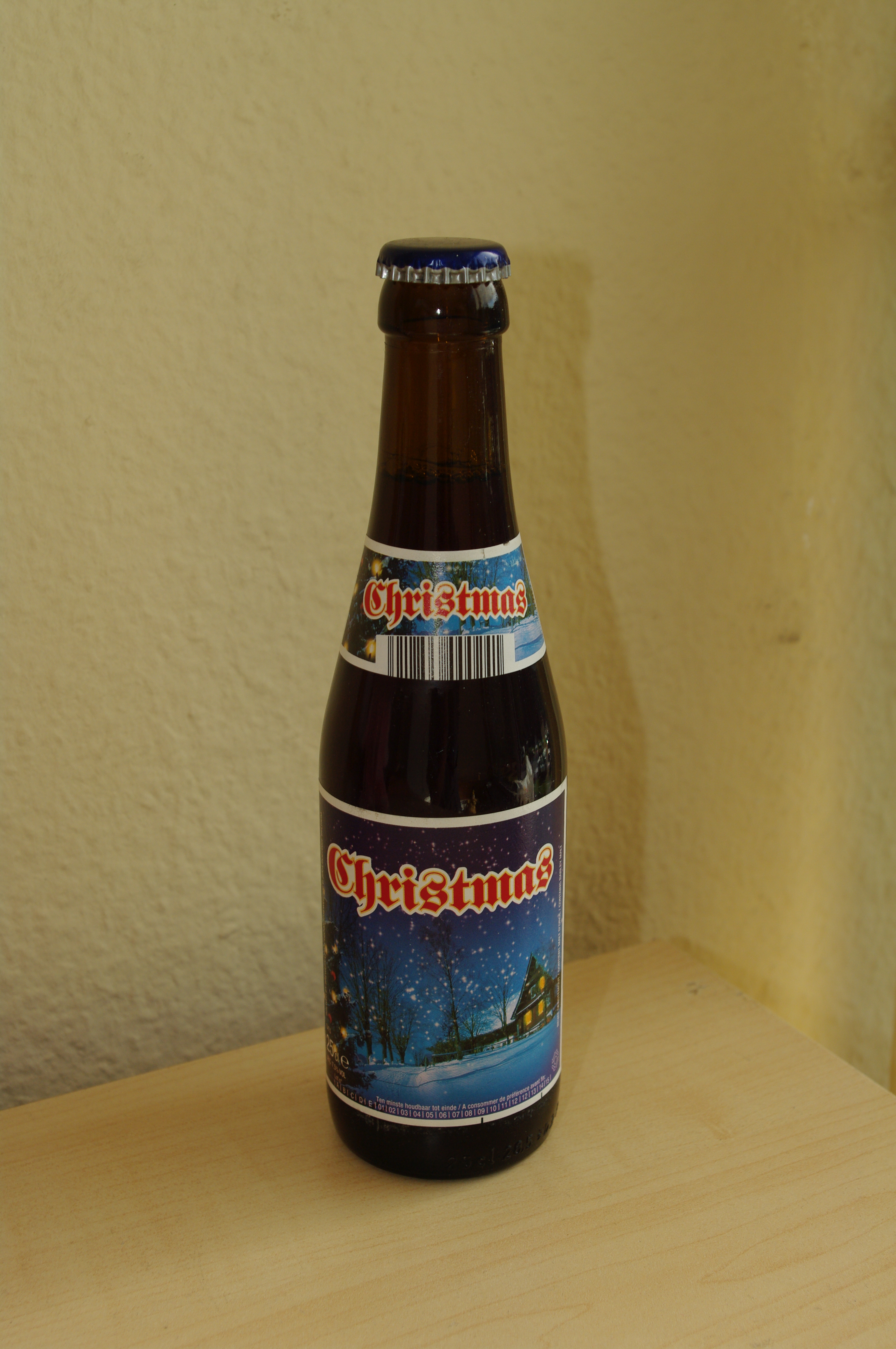
Christmas Leroy, uma cerveja de Natal.

A Cerveja de Natal  (ou Christmas beer) é um cerveja sazonal produzida para o consumo no Natal. São geralmente fortes e condimentadas com uma variedade de ingredientes, incluindo Canela, casca de laranja, Cravo-da-índia e Baunilha.

## Exemplos
- Christmas Beers Belgas;
- Winter Warmers Britânicas;
- Biere de Noel Francesas;
- Juleøl Noroeguesa e Dinamarquesa;
- Weihnachtsbier Alemã;[1]
- Corsendonk Christmas Ale Belga;[2]
- St. Feuillien Christmas Beer Belga;[3]
- Anchor Brewery Christmas Ale;[4]
- Great Basin Brewing Company Red Nose Holiday Wassail.[5]